# Jonathan Swift
Jonathan Swift (ur. 30 listopada 1667 w Dublinie, zm. 19 października 1745 tamże) – irlandzki pisarz, autor licznych utworów satyrycznych, m.in. Bitwy książek, oraz politycznych, m.in. Listów kupca bławatnego, jednak najbardziej jest znany jako twórca Podróży Guliwera, najważniejszej książki angielskiego oświecenia, która zyskała sobie ogromną popularność.

## Życiorys
Urodził się 30 listopada 1667 roku w Dublinie w rodzinie imigrantów z Anglii. Jego ojciec zmarł kilka miesięcy przed jego narodzinami. Swift urodził się w domu wuja Godwina. Rodzina pisarza przybyła do Anglii w 1657 roku. Gdy miał rok, został zabrany przez mamkę do Whitehaven w Anglii, gdzie wychowywał się przez wiele lat. Wychowanie przez mamki było wówczas stosunkowo częstym zwyczajem. Po kilku latach powrócił do Dublina. Tym razem jednak jego matka, Abigail, wyjechała do Leicester. Uczęszczał do szkoły w Kilkenny, następnie w 1682 roku rozpoczął studia w Trinity College w Dublinie. Edukacje chłopca finansował wuj.
W roku 1689 Swift zamieszkał jako sekretarz w domu Williama Temple’a, pisarza i polityka. W 1694 przyjął ordynację (w Kościele Anglii), ale nie udało mu się uzyskać parafii w Anglii. W 1696 ponownie został domownikiem i sekretarzem Temple’a, do 1699, kiedy został prebendarzem, a następnie dziekanem kapituły katedry Św. Patryka w Dublinie.
Od 1710 był redaktorem pisma „Examiner”, wyrażającego poglądy partii torysów (wcześniej Swift był związany z wigami); trzy lata później założył, wraz z A. Pope’m, J. Arbuthnotem i innymi, Scriblerus Club, stowarzyszenie zakładające walkę z różnymi formami obskurantyzmu. W londyńskim okresie swej działalności, który trwał do 1714 roku, Swift był bardzo czynnym, ostro piszącym pisarzem politycznym, przede wszystkim satyrykiem i pamflecistą. Po wyborczej wygranej wigów w 1714 wrócił do Irlandii, ale pozostał aktywny jako publicysta, zwłaszcza w opozycji do irlandzkiej polityki rządów Walpole’a.
W Moor Park, domu Temple’a, Swift poznał ośmioletnią małą dziewczynkę. Była córką kupca, Edwarda Johnsona. Dziewczynka nazywała się Estera Johnson i według samego Swifta urodziła się 18 marca 1681 roku. Estera była później znana jako Stella i miała duży wpływ na życie Swifta. Zmarła 28 stycznia 1728 roku. Swift nie był przy tym obecny, nie było go również na pogrzebie, gdyż był bardzo chory. W dniu jej śmierci zaczął pisać Character of Mrs. Johnson. Kosmyk jej włosów został znaleziony na jego biurku, zawinięty w papier, na którym napisano: „To tylko kobiece włosy”.
Na 3 lata przed śmiercią postradał zmysły, rzadko się odzywał. Swoje życie komentował natomiast mówiąc, że mógłby osiągnąć więcej, gdyby pohamował satyryczne treści w swojej twórczości.
Gdy umarł, został pochowany obok Stelli, zgodnie ze swoim życzeniem. Jego cały majątek został przekazany na ufundowanie szpitala dla ludzi upośledzonych i obłąkanych.
Swift napisał dla siebie epitafium, które William Butler Yeats przetłumaczył na angielski z łaciny.
Hic depositum est corpus

JONATHAN SWIFT S.T.D.

Huyus Ecclesiae Cathedralis

Decani

Ubi saeva indignatio

Ulterius

Cor lacerare nequit

Abi Viator

Et imitare, si poteris

Strenuum pro virili

Libertatis Vindicatorem

Obiit 19 Die Mensis Octobris

A.D. 1745 Anno Atatis 78
Tłumaczenie Yeatsa.
Swift has sailed into his rest.

Savage indignation there

cannot lacerate his breast.

Imitate him if you can,

world-besotted traveler.

He served human liberty.

## Podróże Guliwera
Podróże Guliwera to najważniejsza książka angielskiego oświecenia. Jest to jedna z tych książek, które znane są szerokiemu kręgowi odbiorców nie z oryginału, a najczęściej z wersji napisanych dla dzieci, łagodzących oryginalny tekst, skróconych i uproszczonych, które wydobywają z tej wielowątkowej powieści tylko wątek fantastyczny. Jednak Podróże do wielu odległych narodów świata Lemuela Guliwera, początkowo lekarza okrętowego, a następnie kapitana licznych okrętów, to zarówno niezwykła powieść fantastyczna, jak i satyra na społeczeństwo angielskie XVII/XVIII w.

## Twórczość
- The Battle of the Books (1704)
- A Tale of a Tub (1704)
- Bickerstaff-Partridge Papers (1707?)
- The Journal to Stella (1710–1713)
- The Intelligencer (razem z Thomasem Sheridanem) (1710–????)
- On the Conduct of the Allies (1713)
- An Argument against Abolishing Christianity (1711)
- A Proposal for Correcting, Improving and Ascertaining the English Tongue (1712)
- Podróże Guliwera (Gulliver's Travels) (1726)
- Skromna propozycja (A Modest Proposal) (1729)
- The Lady's Dressing Room (1732)
- Cadenus and Vanessa (poemat) (1726)
- The Grand Question Debated (1729)
- Verses on His Own Death (1731)
- A Complete Collection of Genteel and Ingenious Conversation (1731)
- Directions to Servants (1731)
- On Poetry, a Rhapsody (1733)
- Three Sermons and Three Prayers (1744)